# Jeep Liberty
Jeep Liberty — компактный внедорожник американской компании Chrysler. В несевероамериканских странах продавался как Jeep Cherokee.

## Первое поколение
Выпускался с конца 2001 года (2002 модельный год) в трех версиях оснащения (в России продавались две). Главное новшество — Liberty стал первым автомобилем Jeep, получившим независимую переднюю подвеску. (Независимая, пружинная, на поперечных рычагах). Задняя — зависимая, пружинная.
В 2005 году все варианты претерпели довольно значительный рестайлинг, в основном, затронувший переднюю часть автомобиля. Изменения 2005 года коснулись и безопасности, позволив получить неплохой результат.
В России эта модель не получила распространения по ряду причин: прежде всего, из-за внешнего вида, хотя именно в этой модели дизайнерам Chrysler удалась перекличка (не такая прямая, как в модели Wrangler, а оттого более тонкая и интересная) с «праотцами» марки — военными WILLYS MB, Ford GPA и CJ, «упакованная» в сложные пластические решения передней части современного автомобиля.

### Sport
Самая бюджетная версия Liberty 2,4 комплектовалась четырехцилиндровым 147-сильным мотором, механической коробкой передач, АБС (опционально), двумя фронтальными подушками безопасности, кондиционером, усилителем руля и электроприводами наружных зеркал заднего вида.
Другие комплектации:
V6 3.7 с 204-сильной «шестеркой» и четырехступенчатым «автоматом»
Sport 2.5 ТD продавался с итальянским 2,5-литровым турбодизелем VM мощностью 143 л.с. и механической коробкой передач. Был оснащён системой полного привода Command-Trac (раздаточные коробки NV231 или NP231: режимы 2WD, 4H (или Part Time 4WD) и 4LO.  Существуют варианты с опцинальной раздаточной коробкой NP242 (с двигателем 3.7L) и в заднеприводном исполнении. Внешнее отличие: черные или серые пластиковые расширители арок колес.

### Limited Edition
Основной двигатель — V-образная «шестерка», объемом 3,7 L. С 2003 года для европейского рынка, а с 2005 — для американского автомобиль получил дополнительно 2,8 L CRD, дизельный двигатель 2,8 литра (R 428 DOHC. Производитель: Mercedes-Benz, его подразделение VM Motori (Италия)). Внешним отличием от других версий служат расширители арок, окрашенные в цвет кузова. В комплектацию входят: дополнительные боковые подушки безопасности, круиз-контроль, электростеклоподъемники, электрорегулировка сидений, центральный замок, передние противотуманные фары, кондиционер или климат-контроль, многофункциональный руль. В Европу и в Россию этот вариант поставлялся только с кожаным салоном, 4- или 5-ступенчатой АКПП и системой постоянного полного привода Selec-Trac (раздаточная коробкой NP242: имеет режим Full Time 4wd в дополнение к 2WD, 4H (или Part Time 4WD) и 4LO режимам. Данный режим обеспечивается наличием в коробке межосевого дифференциала. В заднем мосту размещен самоблокирующийся дифференциал Trac-Loc. Благодаря этой конструкции крутящий момент может быть перераспределен в пользу того колеса, которое в данный момент имеет сцепление с поверхностью.

### Renegade (2001—2006)
Выпускался, как более «брутальная» версия линейки. Имел в базовой комплектации двигатель V6 3.7 c ручной и автоматической КПП и системой полного привода Command-Trac (раздаточные коробки NV231 или NP231: режимы 2WD, 4H (или Part Time 4WD) и 4LO. В качестве опции было возможно установить Selec-Trac(с АКПП) и двигатель 2.8L CRD.
Внешние отличия: фонари (люстра) на крыше, декоративные «грубые» винты крепления расширителей арок, передний бампер с металлической вставкой.
В 2005 году Renegade, как и остальные подвергся рестайлингу и получил уникальный для семейства Liberty/Cherokee «плоский» капот. В Россию официально не поставлялся.

### Безопасность
| Euro NCAP                                                         | Euro NCAP | Euro NCAP | Euro NCAP |
| ----------------------------------------------------------------- | --------- | --------- | --------- |
| Рейтинги                                                          | Пассажир  |           | 24        |
| Рейтинги                                                          | Пешеход   |           | 3         |
| Протестированная модель: Jeep Cherokee 2,5 TD Limited, LHD (2002) |           |           |           |

| Euro NCAP                                                         | Euro NCAP | Euro NCAP | Euro NCAP |
| ----------------------------------------------------------------- | --------- | --------- | --------- |
| Рейтинги                                                          | Пассажир  |           | 25        |
| Рейтинги                                                          | Пешеход   |           | 3         |
| Протестированная модель: Jeep Cherokee 2,5 TD Limited, LHD (2003) |           |           |           |

## Второе поколение
Jeep Liberty второго поколения выпускался с 2007 до 2012 года. На смену ему в 2013 году снова пришёл Jeep Cherokee.

## Продажи вСША
| Календарный год | Продажи |
| --------------- | ------- |
| 2001            | 88,485  |
| 2002            | 171,212 |
| 2003            | 162,987 |
| 2004            | 167,376 |
| 2005            | 166,883 |
| 2006            | 133,557 |
| 2007            | 92,105  |
| 2008            | 66,911  |
| 2009            | 43,503  |
| 2010            | 49,564  |
| 2011            | 66,684  |
| 2012            | 75,483  |